# Sophie Brasselet
Sophie Brasselet, née le 14 janvier 1971 est une chercheuse en optique physique.

## Biographie

### Études
En 1994, Sophie Brasselet sort diplômée de l'Institut d'optique Graduate School. En 1997, elle soutient une thèse à l'Université Paris-Sud sous la direction de Joseph Zyss sur les processus moléculaires en optique non linéaire dans les milieux moléculaires.

### Carrière
Elle effectue ses recherches postdoctorales à l'Université de Californie à San Diego auprès de William Moerner, prix Nobel de chimie en 2014. Elle travaille ensuite à l'université Stanford. En 2000, elle devient maître de conférence à l'école normale supérieure Paris-Saclay. En 2007, elle rejoint l'institut Fresnel à Marseille. Elle applique des méthodes d'imagerie polarisée à l'étude des milieux biologiques. Elle coordonne le programme européen Erasmus Mundus « Europhotonics ».

## Distinctions
En 2016, elle reçoit la médaille d'argent du CNRS. En 2022, elle était nommée fellow de Optica (anciennement Optical Society) .